# Лі Чжао-дао
Лі Чжао-дао (*675 — †758) — один з визначних китайських художників часів династії Тан, військовик.

## Життєпис
Походив з династії Лі, бокової гілки імператорів династії Тан. Народився у 675 році у м. Тайшуй, сучасна провінція Ганьсу. Син Лі Сисюня, відомого військового очільника та художника. Разом із батьком брав активну участь у політичному житті країни. Сприяв поваленню імператриці У-хоу у 705 році та відродженню роду Лі на імператорському трону. Завдяки цьому вже у 713 році отримує звання да-цзянцзюнь (大 将军), на кшталт генерал. Із середини періоду правління імператора Сюань-цзуна (713—756) простежується офіційна кар'єра самого Лі Чжао-дао, який займав адміністративні посади у центральних відомствах, зокрема посаду Ше-жень (舍人) — придворний чин з різними функціями в Імператорському секретаріаті. Згодом за батьком і сином Лі встановилися прізвиська «Великий генерал (полководець) Лі» (Так Лі цзянцзюнь) й «Малий генерал (полководець) Лі» (Сяо Лі цзянцзюнь). Помер у Чан'ані у 758 році.

## Творчість
Лі Чжао-дао традиційно вважається одним із засновників північної школи або придворно—академічної школи пейзажу. При цьому його творчість реально підтверджено єдиним твором «Імператор Мін-хуан ощасливив своїм приїздом царство Шу», інший переклад «Подорож імператора Мін-Хуана в Шу». Ця картина, присвячена поїздці імператора Сюань-цзуна в Сичуань.
Сцена відобразила імператорський кортеж серед гірських круч Сичуані. Пейзаж тут не просто займає більшу частину простору сувою, але тяжіє до перетворення у самостійну «величину». Строкатий імператорський кортеж показано у вигляді тонкої стрічки на передньому плані сувою, він мізерно малий у співвідношенні з елементами гірського ландшафту і сприймається як другорядна деталь композиції. Мініатюрні розміри не завадили художнику виконати фігури людей і коней з дивовижною реалістичністю та ретельністю, що помітно у передачі нюансів шат персонажів й кінського оздоблення, дозволяючи, зокрема, розгледіти кількість кісок у гривах скакунів.
До найбільш значущих особливостей танського пейзажу на цій картині, відносяться, по-перше, монументальна велич гірської панорами, по-друге, трактування гір у вигляді нагромадження піків, утворених химерними виступами та крутими схилами, що різко здіймаються над хмарами. Запаморочливий масштаб гір, адекватний космічному розміру самого Всесвіту, підкреслює невеличкий розмір дерев, притулок на їх вершинах і схилах. І, по-третє, примітний сам набір засобів зображення ландшафту на площині. Незважаючи на графічність силуетів гір, пейзаж відображає прагнення до передачі просторовості, що відображена за допомогою далеких планів із силуетами гірських масивів, які переховуються у хмарах, і, головне, за рахунок висоти гірських піків, панорама яких брало побачена ніби з висоти «пташиного польоту».
Картина відрізняється підвищеною щільністю композиції та особливою декоративністю, зумовленою здебільшого її колірним рішенням, що використовує пронизливі сині та зелені відтінки фарб (на основі кобальту та міді) у поєднанні з червоними, білими, чорними і жовтими плямами. Малюнок виконаний впевненими, різкими контурними лініями і насиченими за кольором розмивання: силуети гір і вершників обведені по контуру золотою фарбою.